# Carol Tenopir
Carol Diane Tenopir (17 de septiembre de 1952) es una bibliotecaria, documentalista e informatóloga estadounidense. Sus aportaciones al campo de la Información y Documentación, se centran en el estudio de la comunicación científica, bien sea a través de revistas impresas o electrónicas.

## Biografía
Nace en Whittier, California (EE. UU.). Estudia Biblioteconomía en la Universidad Estatal de California, Fullerton y se doctora en 1984 con una tesis sobre la recuperación de información en bases de datos de artículos a texto completo en la Universidad de Illinois.
Tenopir siempre ha estado ligada a la universidad, empezando a trabajar como bibliotecaria en la Universidad de Hawaii desde 1979 a 1981; y en 1983 se convierte en profesora en la Facultad de Información y Documentación. En 1994 se traslada a la Universidad de Tennessee en Knoxville, donde ha dirigido el departamento de información y dirigido su centro de investigación.
Se casó en 1972 con Terry Bales, pero se divorció dos años después. En 1979 se casa con Gerald Wayne Lundeen con quien tiene un hijo.

## Obra científica
La obra científica de Tenopir ha estado ligada a las publicaciones científicas, tanto impresas como electrónicas. Junto a Donald King, viene realizando estudios de comportamiento desde 1977, utilizando como método la encuesta. Midió valores como el canal de transmisión, el tipo de formato, la materia a tratar, el nivel científico, lugar de trabajo, objetivos académicos... 
Tenopir y King verificaron que cuanto más se produce, más se lee, ya que los usuarios leían aquellos artículos cuyos autores fuesen prestigiosos, aquellos que obtuviesen premios y/o proyectos de investigación. Llegaron a la conclusión de que los usuarios valoran la marca de la revista (si es prestigiosa, por ejemplo si está indizada por las bases de datos ISI o Scopus), la presentación del artículo o el sistema de evaluación de los artículos. También destaca que los alumnos no saben juzgar la calidad de las fuentes de información convenientemente, y deben dejarse asesorar por el personal de la biblioteca o centro de documentación.
En 2000 realizó una importante investigación acerca de la utilización de las revistas electrónicas titulada Towards electronic journals. En ella establece una metodología para averiguar los beneficios que supone el acceso abierto (open access, OA) a investigadores, administración, etc., y los ahorros generados por una mayor accesibilidad en el uso y en la inmediatez, además de no necesitarse permisos de uso.
También investiga el uso que hacen de las revistas los profesores e investigadores universitarios, concluyendo que el 75% las utiliza en investigación, pero en docencia el uso cae al 40%. Además, demostró que la edad y/o la posición académica están inversamente relacionadas con su uso. También cuantificaron el tiempo necesario para leer, revisar o leer un artículo en este nuevo medio. Los resultados fueron:
- Escribirlo: entre 90 y 100 horas.
- Revisarlo: entre 3 y 6 horas.
- Leerlo: 34 minutos.

Además Tenopir estudió si se produce beneficio económico cuando las universidades invierten en sus bibliotecas, hallando como resultado que por cada dólar invertido, se obtienen 4 de promedio.
La obra de Carol Tenopir ha sido galardonada con el Premio ASIST al Mérito Académico en 2009. Ha escrito más de 200 artículos científicos y tiene una columna de opinión en la revista científica Library Journal.